# شهرستان ووبو
شهرستان ووبو (به لاتین: Wubu County) یک شهرستان‌های جمهوری خلق چین در چین است که در یولین واقع شده‌است. شهرستان ووبو ۴۱۸٫۵ کیلومتر مربع مساحت و ۸۰٬۰۰۰ نفر جمعیت دارد.